# اگزالات کوآ لیگاز
اگزالات کوآ لیگاز (انگلیسی: Oxalate—CoA ligase) نوعی آنزیم است که واکنش شیمیایی زیر را کاتالیز می‌کند:
ATP + oxalate + CoA {\displaystyle \rightleftharpoons } AMP + diphosphate + oxalyl-CoA
بنابراین سه سوبسترای این آنزیم عبارت‌اند از ATP، اگزالات و کوآنزیم آ و فرآورده‌های این آنزیم نیز شامل AMP، دی‌فسفات و اگزالیل کوآ هستند.
این آنزیم به گروهی از خانواده آنزیم‌های لیگاز تعلق دارد که به‌طور ویژه پیوندهای کربن-گوگرد را به وجود می‌آورند. دیگر نام‌های این آنزیم عبارت‌اند از: اگزالیل کوآ سنتتاز و اگزالیل کوآنزیم آ سنتتاز. این آنزیم در متابولیسم گلیوکسیلات و دی‌کربوکسیلات نقش دارد.